# Liste der Naturdenkmale in Spabrücken
Die Liste der Naturdenkmale in Spabrücken nennt die im Gemeindegebiet von Spabrücken ausgewiesenen Naturdenkmale (Stand 7. März 2024).

## Naturdenkmale
| Nr.         | Bezeichnung             | Lage                                                          | Beschreibung                                                                                        | Bild                                    |
| ----------- | ----------------------- | ------------------------------------------------------------- | --------------------------------------------------------------------------------------------------- | --------------------------------------- |
| ND-7133-376 | Weißenfels              | nördlich des Ortes; Abteilung Am Weißenfels-Wehlenschlag Lage | Gipfelquarzit mit Blockmeer und einer Gruppe alter Eichen (Quercus sp.); flächenhaftes Naturdenkmal | Direkt Bild zu diesem Denkmal hochladen |
| ND-7133-377 | Beilstein am Gräfenbach | nordwestlich des Ortes; Abteilung Beilstein Lage              | Quarzitfels mit Blockmeer                                                                           | Direkt Bild zu diesem Denkmal hochladen |
| ND-7133-413 | Geyerfels               | nordwestlich des Ortes; Abteilung Der obere Kesselberg Lage   | Felsengruppe mit Blockhalde; flächenhaftes Naturdenkmal, ca. 2,8 ha                                 | Direkt Bild zu diesem Denkmal hochladen |

## Ehemalige Naturdenkmale
| Nr.         | Bezeichnung     | Lage                                                        | Beschreibung                                                                 | Bild                                    |
| ----------- | --------------- | ----------------------------------------------------------- | ---------------------------------------------------------------------------- | --------------------------------------- |
|             | Alte Eiche      | nordwestlich des Ortes; Abteilung Der obere Kesselberg Lage | Quercus sp.; Rechtsverordnung aufgehoben                                     | Direkt Bild zu diesem Denkmal hochladen |
| ND-7133-382 | Eine alte Eiche | nordwestlich des Ortes; Abteilung Der obere Kesselberg Lage | Quercus sp., einer von ursprünglich zwei Bäumen; Rechtsverordnung aufgehoben | Direkt Bild zu diesem Denkmal hochladen |